# Jackson Muleka
Jackson Muleka Kyanvubu (ur. 4 października 1999 w Lubumbashi) – kongijski piłkarz grający na pozycji napastnika. Od 2020 jest zawodnikiem klubu Standard Liège.

## Kariera klubowa
Swoją karierę piłkarską Muleka rozpoczynał w juniorach klubu Ecofoot Katumbi. W 2017 roku został zawodnikiem TP Mazembe i w sezonie 2017/2018 zadebiutował w nim w pierwszej lidze Demokratycznej Republiki Konga. W sezonie 2017/2018 wywalczył z nim wicemistrzostwo Demokratycznej Republiki Konga, a w sezonach 2018/2019 i 2019/2020 - dwa mistrzostwa. W sezonie 2019/2020 z 7 golami został królem strzelców Afrykańskiej Ligi Mistrzów.
We wrześniu 2020 roku Muleka został sprzedany za 2 miliony euro do Standardu Liège. W nim swój debiut zanotował 20 września 2020 w wygranym 2:1 domowym meczu z KV Kortrijk.
| Sezon   | Klub           | Kraj                          | Rozgrywki       | Mecze | Gole |
| ------- | -------------- | ----------------------------- | --------------- | ----- | ---- |
| 2017/18 | TP Mazembe     | Demokratyczna Republika Konga | Linafoot        | ?     | ?    |
| 2018/19 | TP Mazembe     | Demokratyczna Republika Konga | Linafoot        | ?     | 21   |
| 2019/20 | TP Mazembe     | Demokratyczna Republika Konga | Linafoot        | ?     | 12   |
| 2020/21 | Standard Liège | Belgia                        | Eerste klasse A | 23    | 9    |

## Kariera reprezentacyjna
W reprezentacji Demokratycznej Republiki Konga Muleka zadebiutował 18 września 2019 roku w przegranym 2:3 towarzyskim meczu z Rwandą.